# Bob Cobbing
Bob Cobbing (* 30. Juli 1920 in London Borough of Enfield, Greater London; † 29. September 2002 in London) war ein britischer Dichter des British Poetry Revival. Er war ein Vertreter der Visuellen Poesie, Konkreten Poesie, Lautpoesie und Herausgeber.

## Leben und Werk
Bob Cobbing wuchs in Enfield auf. Seine Eltern gehörten der Brüderbewegung an. Sie führten einen Betrieb, in dem Schilder mit Gebärdensprache, dargestellt in Piktogrammen, angefertigt wurden. Cobbing war während des Zweiten Weltkriegs Kriegsdienstverweigerer. Zunächst arbeitete er als Buchhalter und später als Schullehrer am Bognor Training College. Seit den 1950er Jahren war er Mitglied vom Hendon Experimental Art Club und gab ab 1951 die Zeitschrift And heraus. Der Verlag und das Dichterforum Writers Forum wurde von Bob Cobbing gegründet. Das Writers Forum waren Bob Cobbing, Jeremy Adler, Bill Griffiths, Chris Cheek, Clive Fencott, Clive Fencott, Dick Higgins, Peter Finch, Lawrende Upton u. a. Zwischen 1963 und 2002 wurden vom Writers' Forum mehr als 1000 Faltblätter, Broschüren und Bücher herausgegeben. Viele eigene Werke von Bob Cobbing wurden publiziert, ebenso Werke von jungen Schriftstellern wie Lee Harwood und Maggie O’Sullivan, des Weiteren von Künstlern wie John Cage, Ian Hamilton Finlay und Allen Ginsberg. Der Franzose Pierre Garnier und der Italiener Arrigo Lora-Totino nahmen 1990 als Gäste an dem Schriftsteller Workshop teil.
Cobbing betrieb den Buchladen Better Books in London's Charing Cross Road, der zu einem bekannten Treffpunkt der Untergrundszene wurde. Der Buchladen diente auch für Lesungen, als Bühne, Kino und Galerie. Cobbing gründete die Association of Little Presses und das Cinema 65, welches als Vorläufer der London Film-Makers' Co-op gilt.
Cobbing’s erstes Lautgedicht war ABC In Sound (1964), weitere bekannte Werke sind Kurrirrurriri (1967), So: Six Sound Poems (1968), Whisper Piece (1969), Etcetera: A New Collection of Found and Sound Poems (1970), Chronology Sound Poetry (1974), And Avocado (1977) und The Kollekted Kris Kringle Volume IV (1979).
1978 trat Bob Cobbing mit Bill Griffiths, Paul Burwell und David Toop im Sound & Syntax International Festival of Sound Poetry in Glasgow auf. Im April 1979 war Cobbing anlässlich des ersten internationalen Lyrikertreffens Münster an der Ausstellung Sprachen jenseits von Dichtung des Westfälischen Kunstvereins beteiligt. Zusammen mit Griffiths, Burwell und Toop eröffnete er die Ausstellung mit einer Sound Poetry Performance im Foyer des alten Westfälischen Landesmuseums für Kunst und Kulturgeschichte (LWL-Museum für Kunst und Kultur) und schrieb den Text Ideen und Anmerkungen für den gleichnamigen Katalog der Ausstellung.